# Světový pohár v rychlobruslení 2000/2001
Světový pohár v rychlobruslení 2000/2001 byl 16. ročník Světového poháru v rychlobruslení. Konal se v období od 18. listopadu 2000 do 4. března 2001. Soutěž byla organizována Mezinárodní bruslařskou unií (ISU).

## Kalendář
| Místo      | Datum                  | 500 m | 1000 m | 1500 m | 3 km/5 km | 5 km/10 km |
| ---------- | ---------------------- | ----- | ------ | ------ | --------- | ---------- |
| Berlín     | 18.–19. listopadu 2000 |       |        | 1×     | 1×        |            |
| Heerenveen | 25.–26. listopadu 2000 |       |        | 1×     |           | 1×         |
| Soul       | 9.–10. prosince 2000   | 2×    | 2×     |        |           |            |
| Nagano     | 16.–17. prosince 2000  | 2×    | 2×     |        |           |            |
| Helsinky   | 27.–28. ledna 2001     | 2×    | 2×     |        |           |            |
| Heerenveen | 2.–4. února 2001       | 2×    | 2×     | 1×     | 1×        |            |
| Hamar      | 17.–18. února 2001     |       |        | 1×     | 1×        |            |
| Calgary    | 2.–4. března 2001      | 2×    | 2×     | 1×     | 1×        |            |

## Muži

### 500 m
| Místo          | 1. místo           | Čas        | 2. místo                      | Čas      | 3. místo                              | Čas      | Příp. další česká účast   | Čas   |
| -------------- | ------------------ | ---------- | ----------------------------- | -------- | ------------------------------------- | -------- | ------------------------- | ----- |
| Soul 1         | Jeremy Wotherspoon | 35,89      | Janne Hänninen Tojoki Takeda  | 36,01    | —                                     | —        | 40. Erik Bouwman          | 38,15 |
| Soul 2         | Hirojasu Šimizu    | 35,59      | Mike Ireland                  | 35,73    | Jeremy Wotherspoon                    | 35,76    | 40. Erik Bouwman          | 37,87 |
| Nagano 1       | Hirojasu Šimizu    | 35,22      | Mike Ireland                  | 35,81    | Jeremy Wotherspoon                    | 35,67    | 20. (div. B) Erik Bouwman | 38,12 |
| Nagano 2       | Hirojasu Šimizu    | 35,10      | Tojoki Takeda                 | 35,35    | Jeremy Wotherspoon                    | 35,50    | 15. (div. B) Erik Bouwman | 37,69 |
| Helsinky 1     | Manabu Horii       | 36,77      | Tomasz Świst                  | 36,80    | Hirojasu Šimizu                       | 36,86    | —                         | —     |
| Helsinky 2     | Jeremy Wotherspoon | 36,29      | Tojoki Takeda                 | 36,35    | Hirojasu Šimizu                       | 36,41    | —                         | —     |
| Heerenveen 1   | Hirojasu Šimizu    | 35,02      | Jeremy Wotherspoon            | 35,27    | Jan Bos                               | 35,48    | 20. (div. B) David Kramár | 38,46 |
| Heerenveen 2   | Hirojasu Šimizu    | 34,83      | Manabu Horii                  | 35,59    | Casey FitzRandolph Jeremy Wotherspoon | 35,65    | 18. (div. B) David Kramár | 38,40 |
| Calgary 1      | Hirojasu Šimizu    | 34,67      | Casey FitzRandolph I Kju-hjok | 34,84    | —                                     | —        | 21. (div. B) Erik Bouwman | 37,05 |
| Calgary 2      | Hirojasu Šimizu    | 34,82 (WR) | Jeremy Wotherspoon            | 34,87    | Tojoki Takeda                         | 34,91    | 15. (div. B) Erik Bouwman | 37,24 |
|                |                    |            |                               |          |                                       |          |                           |       |
| Celkové pořadí | Hirojasu Šimizu    | 862 bodů   | Jeremy Wotherspoon            | 780 bodů | Tojoki Takeda                         | 586 bodů |                           |       |

### 1000 m
| Místo          | 1. místo           | Čas          | 2. místo           | Čas      | 3. místo           | Čas      | Příp. další česká účast   | Čas     |
| -------------- | ------------------ | ------------ | ------------------ | -------- | ------------------ | -------- | ------------------------- | ------- |
| Soul 1         | Čoj Če-pong        | 1:11,64      | Mike Ireland       | 1:11,95  | I Kju-hjok         | 1:12,17  | 37. Erik Bouwman          | 1:15,49 |
| Soul 2         | Mike Ireland       | 1:11,62      | Ådne Søndrål       | 1:11,71  | Jeremy Wotherspoon | 1:11,80  | 33. Erik Bouwman          | 1:14,86 |
| Nagano 1       | Ådne Søndrål       | 1:10,40      | Tojoki Takeda      | 1:10,45  | Casey FitzRandolph | 1:10,62  | 15. (div. B) Erik Bouwman | 1:14,38 |
| Nagano 2       | Ådne Søndrål       | 1:10,64      | Hirojasu Šimizu    | 1:10,83  | Jeremy Wotherspoon | 1:10,92  | 12. (div. B) Erik Bouwman | 1:13,72 |
| Helsinky 1     | Ådne Søndrål       | 1:13,62      | Tojoki Takeda      | 1:13,64  | Čoj Če-pong        | 1:13,70  | 18. (div. B) Erik Bouwman | 1:18,35 |
| Helsinky 2     | Jeremy Wotherspoon | 1:12,13      | Erben Wennemars    | 1:12,41  | Čoj Če-pong        | 1:12,71  | —                         | —       |
| Heerenveen 1   | Ådne Søndrål       | 1:10,15      | Erben Wennemars    | 1:10,17  | Gerard van Velde   | 1:10,31  | 26. (div. B) David Kramár | 1:16,08 |
| Heerenveen 2   | Erben Wennemars    | 1:10,06      | Jan Bos            | 1:10,28  | Nick Pearson       | 1:10,36  | 23. (div. B) David Kramár | 1:16,47 |
| Calgary 1      | Jeremy Wotherspoon | 1:08,40      | Casey FitzRandolph | 1:08,62  | Sergej Klevčenja   | 1:08,77  | 16. (div. B) Erik Bouwman | 1:12,76 |
| Calgary 2      | Mike Ireland       | 1:08,34 (WR) | Jeremy Wotherspoon | 1:08,35  | Sergej Klevčenja   | 1:08,69  | 16. (div. B) Erik Bouwman | 1:12,40 |
|                |                    |              |                    |          |                    |          |                           |         |
| Celkové pořadí | Jeremy Wotherspoon | 652 bodů     | Ådne Søndrål       | 616 bodů | Mike Ireland       | 499 bodů |                           |         |

### 1500 m
| Místo          | 1. místo         | Čas      | 2. místo         | Čas      | 3. místo         | Čas      | Příp. další česká účast                                | Čas             |
| -------------- | ---------------- | -------- | ---------------- | -------- | ---------------- | -------- | ------------------------------------------------------ | --------------- |
| Berlín         | Rintje Ritsma    | 1:48,61  | Hirojuki Noake   | 1:49,01  | Alexandr Kibalko | 1:49,18  | 43. Erik Bouwman 59. David Kramár                      | 1:54,32 2:00,53 |
| Heerenveen     | Erben Wennemars  | 1:47,52  | Rintje Ritsma    | 1:48,92  | Gianni Romme     | 1:49,13  | 4. (div. B) Erik Bouwman 29. (div. B) Miroslav Vtípil  | 1:51,97 2:03,64 |
| Heerenveen     | Ådne Søndrål     | 1:47,64  | Ids Postma       | 1:47,76  | Rintje Ritsma    | 1:48,42  | 24. (div. B) David Kramár 26. (div. B) Miroslav Vtípil | 2:00,16 2:02,81 |
| Hamar          | Ådne Søndrål     | 1:48,49  | Alexandr Kibalko | 1:48,51  | Dustin Molicki   | 1:48,63  | 18. (div. B) Erik Bouwman 19. (div. B) Miroslav Vtípil | 1:54,44 1:58,27 |
| Calgary        | Ådne Søndrål     | 1:45,68  | Alexandr Kibalko | 1:46,51  | Sergej Cibenko   | 1:46,93  | 20. (div. B) Erik Bouwman                              | 1:51,30         |
|                |                  |          |                  |          |                  |          |                                                        |                 |
| Celkové pořadí | Alexandr Kibalko | 350 bodů | Ådne Søndrål     | 300 bodů | Rintje Ritsma    | 274 bodů |                                                        |                 |

### 5000 m/10 000 m
| Místo          | Disciplína     | 1. místo       | Čas           | 2. místo       | Čas      | 3. místo       | Čas      | Příp. další česká účast                                | Čas             |
| -------------- | -------------- | -------------- | ------------- | -------------- | -------- | -------------- | -------- | ------------------------------------------------------ | --------------- |
| Berlín         | 5000 m         | Gianni Romme   | 6:25,53       | Rintje Ritsma  | 6:32,29  | Carl Verheijen | 6:34,66  | 29. (div. B) Miroslav Vtípil 30. (div. B) Erik Bouwman | 7:05,32 7:06,30 |
| Heerenveen     | 10 000 m       | Gianni Romme   | 13:03,40 (WR) | Bob de Jong    | 13:26,62 | Vadim Sajutin  | 13:27,19 | —                                                      | —               |
| Heerenveen     | 5000 m         | Gianni Romme   | 6:24,41       | Bob de Jong    | 6:26,81  | Carl Verheijen | 6:27,37  | 22. (div. B) Miroslav Vtípil                           | 7:05,60         |
| Hamar          | 5000 m         | Gianni Romme   | 6:25,36       | Vadim Sajutin  | 6:28,21  | Carl Verheijen | 6:28,22  | 18. (div. B) Miroslav Vtípil                           | 7:02,06         |
| Calgary        | 5000 m         | Carl Verheijen | 6:22,08       | Bob de Jong    | 6:22,70  | Vadim Sajutin  | 6:23,47  | —                                                      | —               |
|                |                |                |               |                |          |                |          |                                                        |                 |
| Celkové pořadí | Celkové pořadí | Gianni Romme   | 424 bodů      | Carl Verheijen | 370 bodů | Bob de Jong    | 340 bodů |                                                        |                 |

## Ženy

### 500 m
| Místo          | 1. místo                        | Čas      | 2. místo                                         | Čas      | 3. místo                                       | Čas      | Příp. další česká účast        | Čas   |
| -------------- | ------------------------------- | -------- | ------------------------------------------------ | -------- | ---------------------------------------------- | -------- | ------------------------------ | ----- |
| Soul 1         | Catriona LeMayová-Doanová       | 38,99    | Světlana Žurovová                                | 39,05    | Eriko Sanmijaová                               | 39,23    | —                              | —     |
| Soul 2         | Catriona LeMayová-Doanová       | 38,80    | Eriko Sanmijaová                                 | 39,10    | Světlana Žurovová                              | 39,18    | —                              | —     |
| Nagano 1       | Catriona LeMayová-Doanová       | 38,61    | Eriko Sanmijaová                                 | 38,88    | Monique Garbrechtová-Enfeldtová Aki Tonoikeová | 38,89    | —                              | —     |
| Nagano 2       | Catriona LeMayová-Doanová       | 38,68    | Eriko Sanmijaová                                 | 38,77    | Sabine Völkerová                               | 38,84    | —                              | —     |
| Helsinky 1     | Monique Garbrechtová-Enfeldtová | 39,78    | Světlana Žurovová                                | 39,93    | Catriona LeMayová-Doanová                      | 40,05    | —                              | —     |
| Helsinky 2     | Catriona LeMayová-Doanová       | 39,02    | Monique Garbrechtová-Enfeldtová                  | 39,26    | Andrea Nuytová                                 | 39,62    | —                              | —     |
| Heerenveen 1   | Catriona LeMayová-Doanová       | 38,02    | Monique Garbrechtová-Enfeldtová                  | 38,50    | Sabine Völkerová                               | 38,55    | 16. (div. B) Marcela Kramárová | 43,22 |
| Heerenveen 2   | Catriona LeMayová-Doanová       | 38,07    | Monique Garbrechtová-Enfeldtová                  | 38,66    | Světlana Žurovová                              | 38,67    | 15. (div. B) Marcela Kramárová | 44,38 |
| Calgary 1      | Catriona LeMayová-Doanová       | 37,42    | Světlana Žurovová                                | 37,79    | Sabine Völkerová                               | 37,95    | —                              | —     |
| Calgary 2      | Catriona LeMayová-Doanová       | 37,43    | Monique Garbrechtová-Enfeldtová Sabine Völkerová | 37,68    | —                                              | —        | —                              | —     |
|                |                                 |          |                                                  |          |                                                |          |                                |       |
| Celkové pořadí | Catriona LeMayová-Doanová       | 970 bodů | Monique Garbrechtová-Enfeldtová                  | 730 bodů | Světlana Žurovová                              | 633 bodů |                                |       |

### 1000 m
| Místo          | 1. místo                        | Čas          | 2. místo                        | Čas      | 3. místo                          | Čas      | Příp. další česká účast        | Čas     |
| -------------- | ------------------------------- | ------------ | ------------------------------- | -------- | --------------------------------- | -------- | ------------------------------ | ------- |
| Soul 1         | Chris Wittyová                  | 1:19,12      | Monique Garbrechtová-Enfeldtová | 1:19,32  | Eriko Sanmijaová Sabine Völkerová | 1:19,32  | —                              | —       |
| Soul 2         | Eriko Sanmijaová                | 1:18,72      | Monique Garbrechtová-Enfeldtová | 1:19,11  | Chris Wittyová                    | 1:19,41  | —                              | —       |
| Nagano 1       | Eriko Sanmijaová                | 1:16,81      | Monique Garbrechtová-Enfeldtová | 1:17,14  | Aki Tonoikeová                    | 1:17,25  | —                              | —       |
| Nagano 2       | Aki Tonoikeová                  | 1:17,07      | Monique Garbrechtová-Enfeldtová | 1:17,24  | Eriko Sanmijaová                  | 1:17,52  | —                              | —       |
| Helsinky 1     | Monique Garbrechtová-Enfeldtová | 1:21,57      | Aki Tonoikeová                  | 1:23,12  | Marianne Timmerová                | 1:23,32  | —                              | —       |
| Helsinky 2     | Monique Garbrechtová-Enfeldtová | 1:19,40      | Chris Wittyová                  | 1:20,65  | Aki Tonoikeová                    | 1:21,24  | —                              | —       |
| Heerenveen 1   | Catriona LeMayová-Doanová       | 1:16,35      | Sabine Völkerová                | 1:16,60  | Monique Garbrechtová-Enfeldtová   | 1:16,61  | 18. (div. B) Marcela Kramárová | 1:29,02 |
| Heerenveen 2   | Monique Garbrechtová-Enfeldtová | 1:16,38      | Eriko Sanmijaová                | 1:16,60  | Catriona LeMayová-Doanová         | 1:16,73  | 14. (div. B) Marcela Kramárová | 1:26,61 |
| Calgary 1      | Catriona LeMayová-Doanová       | 1:15,01      | Chris Wittyová                  | 1:15,01  | Monique Garbrechtová-Enfeldtová   | 1:15,20  | —                              | —       |
| Calgary 2      | Chris Wittyová                  | 1:14,58 (WR) | Sabine Völkerová                | 1:14,65  | Monique Garbrechtová-Enfeldtová   | 1:14,86  | —                              | —       |
|                |                                 |              |                                 |          |                                   |          |                                |         |
| Celkové pořadí | Monique Garbrechtová-Enfeldtová | 830 bodů     | Chris Wittyová                  | 691 bodů | Eriko Sanmijaová                  | 650 bodů |                                |         |

### 1500 m
| Místo          | 1. místo             | Čas          | 2. místo                       | Čas      | 3. místo                       | Čas      | Příp. další česká účast        | Čas     |
| -------------- | -------------------- | ------------ | ------------------------------ | -------- | ------------------------------ | -------- | ------------------------------ | ------- |
| Berlín         | Anni Friesingerová   | 1:57,71      | Gunda Niemannová-Stirnemannová | 1:58,69  | Renate Groenewoldová           | 1:59,15  | 50. Marcela Kramárová          | 2:15,48 |
| Heerenveen     | Anni Friesingerová   | 1:56,73      | Jennifer Rodriguezová          | 1:57,02  | Gunda Niemannová-Stirnemannová | 1:57,61  | 24. (div. B) Marcela Kramárová | 2:15,98 |
| Heerenveen     | Claudia Pechsteinová | 1:57,70      | Anni Friesingerová             | 1:57,95  | Tonny de Jongová               | 1:58,03  | 21. (div. B) Marcela Kramárová | 2:23,58 |
| Hamar          | Anni Friesingerová   | 1:57,31      | Barbara de Loorová             | 1:57,47  | Gunda Niemannová-Stirnemannová | 1:57,52  | 14. (div. B) Marcela Kramárová | 2:11,64 |
| Calgary        | Anni Friesingerová   | 1:54,38 (WR) | Claudia Pechsteinová           | 1:54,83  | Jennifer Rodriguezová          | 1:55,30  | —                              | —       |
|                |                      |              |                                |          |                                |          |                                |         |
| Celkové pořadí | Anni Friesingerová   | 480 bodů     | Gunda Niemannová-Stirnemannová | 320 bodů | Claudia Pechsteinová           | 282 bodů |                                |         |

### 3000 m/5000 m
| Místo          | Disciplína     | 1. místo                       | Čas          | 2. místo                       | Čas      | 3. místo             | Čas      | Příp. další česká účast        | Čas     |
| -------------- | -------------- | ------------------------------ | ------------ | ------------------------------ | -------- | -------------------- | -------- | ------------------------------ | ------- |
| Berlín         | 3000 m         | Gunda Niemannová-Stirnemannová | 4:03,73      | Anni Friesingerová             | 4:08,45  | Renate Groenewoldová | 4:09,32  | 30. (div. B) Marcela Kramárová | 4:54,39 |
| Heerenveen     | 5000 m         | Gunda Niemannová-Stirnemannová | 6:55,34 (WR) | Anni Friesingerová             | 7:03,34  | Maki Tabataová       | 7:05,61  | —                              | —       |
| Heerenveen     | 3000 m         | Claudia Pechsteinová           | 4:03,87      | Gunda Niemannová-Stirnemannová | 4:03,96  | Tonny de Jongová     | 4:07,26  | —                              | —       |
| Hamar          | 3000 m         | Gunda Niemannová-Stirnemannová | 4:00,26 (WR) | Claudia Pechsteinová           | 4:06,96  | Anni Friesingerová   | 4:07,51  | 10. (div. B) Marcela Kramárová | 4:50,37 |
| Calgary        | 3000 m         | Claudia Pechsteinová           | 3:59,27 (WR) | Gunda Niemannová-Stirnemannová | 4:00,87  | Ljudmila Prokaševová | 4:05,01  | —                              | —       |
|                |                |                                |              |                                |          |                      |          |                                |         |
| Celkové pořadí | Celkové pořadí | Gunda Niemannová-Stirnemannová | 460 bodů     | Claudia Pechsteinová           | 390 bodů | Anni Friesingerová   | 230 bodů |                                |         |